# Francisco (měsíc)
Francisco je měsíc planety Uran.
Je to jeden z vnějších Uranových měsíců, od planety je vzdálen 4 276 000 kilometrů. Jeho průměr je okolo 22 kilometrů a hmotnost cca 1,4×1015 kg.
Byl objeven Matthewem J. Holmanem a Brettem J. Gladmanem v roce 2003 ze snímků získaných v roce 2001. Své jméno nese podle jedné z postav díla Williama Shakespeara.

## Objevení
Měsíc byl objeven 13. srpna 2001 objeviteli Matthew J. Holman, John J. Kavelaars, Dan Milisavljevic a Brett J. Gladman v blízkosti planety Uran.